# Harjajärvi (sjö i Norra Österbotten)
Harjajärvi är en sjö i Finland. Den ligger i kommunen Taivalkoski i landskapet Norra Österbotten, i den nordöstra delen av landet, 600 km norr om huvudstaden Helsingfors. Harjajärvi ligger 219,7 meter över havet. Arean är 1,75 kvadratkilometer och strandlinjen är 11,69 kilometer lång. Sjön  ingår i Ijo älvs huvudavrinningsområde.   
I övrigt finns följande i Harjajärvi:
- Kellarisaari (en ö)